# پای‌جی‌تی‌کی
پای‌جی‌تی‌کی (به انگلیسی: PyGTK) به یک سری توابع اطلاق می‌شود که واسطی بین زبان زبان برنامه‌نویسی پایتون و کتابخانهٔ واسط‌های گرافیکی +GTK هستند. PyGTK یک نرم‌افزار آزاد است و تحت مجوز LGPL ارائه می‌شود. مشابه PyQt و wxPython است که به ترتیب توابع واسطی هستند برای Qt و wxWidgets. نویسندهٔ اصلی آن James Henstridge یکی از توسعه‌دهندگان برجسته و شناخته شدهٔ پروژهٔ گنوم است. در حال حاضر شش نفر در هستهٔ تیم توسعهٔ PyGTK قرار دارند، به همراه تعدادی دیگر از علاقه‌مندان که patch ارسال می‌کنند و گزارش خطا می‌دهند. PyGTK بعنوان بستری برای برنامه‌هایی که بر روی سیستم‌های یک لپ‌تاپ به ازای هر کودک اجرا می‌شوند انتخاب شده است. توسعه‌دهندگان و علاقه‌مندان PyGTK را معمولاً می‌توان در کانال آی‌آرسی این پروژه بنام pygtk# بر روی سرور irc.gnome.org یافت.

## شکل استفاده
قطعه کد زیر پنجره‌ای با ابعاد ۲۰۰ در ۲۰۰ پیکسل ایجاد می‌کند که کلمهٔ Hello World درون آن نوشته شده است :
```
import
 
gtk

def
 
create_window
():

    
window
 
=
 
gtk
.
Window
()

    
window
.
set_default_size
(
200
,
 
200
)

    
window
.
connect
(
'destroy'
,
 
gtk
.
main_quit
)

    
label
 
=
 
gtk
.
Label
(
'Hello My World'
)

    
window
.
add
(
label
)

    
label
.
show
()

    
window
.
show
()

create_window
()

gtk
.
main
()

```

## برنامه‌هایی که از PyGTK استفاده می‌کنند
PyGTK در برنامه‌های قابل توجهی استفاده شده است. در زیر به چند نمونه از آنها اشاره می‌شود:
- آناکوندا (نصاب)
- BitTorrent
- Deluge
- Emesene
- Exaile
- Flumotion
- Gajim
- gDesklets
- Gedit (در زیرسیستم اختیاری پایتون و افزونه‌ها)
- GIMP (برای اسکریپتهای اختیاری)
- GNOME Sudoku
- گرمپز
- گویبر (کلاینتی برای میکروبلاگینگ)
- Itaka
- Jokosher
- اوپن ای‌آرپی
- PiTiVi
- PyMusique
- Pybliographer
- میزکار روکس
- Smart Package Manager
- Ubiquity (نصاب اوبونتو)
- آی‌دی‌ای وینگ